# Janusz Sidło
Janusz Jan Sidło (właściwe imię Reinhold) ps. Łokietek, Gruby (ur. 19 czerwca 1933 w Szopienicach, zm. 2 sierpnia 1993 w Warszawie) – polski lekkoatleta, który specjalizował się w rzucie oszczepem. Najwybitniejszy polski zawodnik w historii tej konkurencji. Rekordzista Europy, świata, olimpijski oraz wielokrotny Polski. Pierwszy Europejczyk, który rzucił oszczepem ponad 80 metrów. Pięciokrotny olimpijczyk: Helsinki 1952, Melbourne 1956, Rzym 1960, Tokio 1964 i Meksyk 1968. Srebrny medalista olimpijski, trzykrotny medalista mistrzostw Europy. Kapitan polskiej reprezentacji lekkoatletycznej w okresie Wunderteamu i najlepszy polski sportowiec pierwszych 20 lat po II wojnie światowej. Dwukrotnie wybrany najlepszym sportowcem Polski w Plebiscycie „Przeglądu Sportowego” (w latach 1954 i 1955). Przez magazyn Track & Field News uznany został najlepszym lekkoatletą w historii, gdyż przez 20 kolejnych sezonów należał do dziesiątki najlepszych oszczepników świata. Czternastokrotny mistrz Polski w rzucie oszczepem oraz dwukrotny w rzucie granatem (konkurencja ta była tylko dwukrotnie rozgrywana podczas mistrzostw Polski). 64 razy bronił barw narodowych w meczach międzypaństwowych odnosząc w nich 43 zwycięstwa. Podopieczny słynnego trenera Zygmunta Szelesta. Zwyciężał, przeważnie, już pierwszym rzutem. W ciągu swojej kariery startował w barwach Stali Katowice (1949–1950), Spójni Gdańsk (1951–1954) oraz Spójni Warszawa (1955–1973). Absolwent V Liceum Ogólnokształcącego w Gdańsku (1952) oraz warszawskiej AWF (1971). Tytuł magistra otrzymał za pracę „Oszczep – od narzędzia do przyboru sportowego”.

## Dzieciństwo
Janusz Sidło urodził się w robotniczej rodzinie śląskiej. Syn Romana Sidły i Elfrydy Papoń. W Szopienicach (obecnie dzielnica Katowic) mieszkał w jednej kamienicy z innym znakomitym sportowcem – ciężarowcem Czesławem Białasem. Przy tej samej ulicy (noszącej wówczas nazwę Piastowska) mieszkała także olimpijka Magdalena Bregulanka. W młodości chciał uprawiać hokej na lodzie lub piłkę nożną.

## Prezentacja poszczególnych sezonów

### 1948–1949
Swoją przygodę z lekkoatletyką zaczął w Chorzowie w roku 1948. W czerwcu 1949 podczas ogólnopolskich zawodów szkół średnich wystąpił w rzucie dyskiem. Zawodnikowi występ ten się jednak nie udał, więc, zdenerwowany, poszedł na rzutnię do oszczepu. Z wynikiem 41,90 wygrał. Miesiąc później, 31 lipca zadebiutował w reprezentacji Polski podczas pierwszego od zakończenia II wojny światowej meczu międzypaństwowego. Na Stadionie Wojska Polskiego Polska zmierzyła się z Rumunią. Szesnastoletni zawodnik zajął ostatnie – czwarte – miejsce (z wynikiem 51,29), a mecz zakończył się przegraną Polaków. Warto zaznaczyć, że młody lekkoatleta „wygryzł” z kadry na mecz z Rumunią swojego przyszłego trenera – Zygmunta Szelesta.
Ważnym wydarzeniem były międzynarodowe zawody w Katowicach. Jesienią 1949 pierwszy (i ostatni zarazem) raz doszło do potyczki Sidły z Szelestem. Zawody wygrał József Várszegi – węgierski oszczepnik, który przed wojną był rywalem Eugeniusza Lokajskiego. Sidło był trzeci, a Szelest czwarty.

### 1950
Wiosną 1950 roku Janusz Sidło przebywał wraz z innymi miotaczami na obozie szkoleniowym w Zakopanem. Wzbudził tam zachwyt wybitnego specjalisty – Witolda Gerutty. Ten lekkoatleta i działacz wspomina ów zakopiański obóz następująco:

„Rzuca chłopak o skośnych, zielonkawych oczach. Silne nogi, długi tułów – biegnie pewnie i wyrzuca oszczep bez najmniejszego pojęcia o technice. Ani przekładanki, ani bocznego odprowadzenia ale oszczep leci czyściuteńko, idealnym torem, i do tego daleko, ponad 50 m. Co u czorta? 
 Nic nie mówię. Przy następnym rzucie przyglądam się z najwyższą uwagą. Jak też on to robi? Biegnie swobodnie, żadnego bocznego odchylenia, żadnego skrętu tułowiem, stopy stale skierowane do przodu, oszczep odprowadza nad ramieniem, odchyla tułów do tyłu, napina ciało jak łuk i ciach wprost przed siebie. Oszczep leci, aż przyjemnie patrzeć Nigdy nikogo tak rzucającego w życiu nie widziałem. Ani o takiej technice nigdy nie słyszałem. Takiej techniki w ogóle nie było. Co robić? Chłopak rzuca ładnie i skutecznie – niech więc rzuca po swojemu.
 Takie było moje pierwsze spotkanie z Januszem Sidło – zawodnikiem, który „trafił” na technikę dziś stosowaną przez wszystkich na świecie”

W lipcu wystąpił w Warszawie w kolejnym meczu międzypaństwowym. 2 lipca Polska podejmowała reprezentację Czechosłowacji. Sidło ponownie zajął ostatnie – czwarte – miejsce. Rzucił 53,78. 1 października ustanowił swój najlepszy wynik w sezonie. Na mityngu w Lublinie osiągnął wynik 59,10 i sezon zakończył na drugim miejscu na liście najlepszych oszczepników kraju.
Progresja wyników w sezonie
| Wynik   | Miejsce    | Data           |
| ------- | ---------- | -------------- |
| 58,76 m | Katowice   | 16 kwietnia    |
| 55,06 m | Szczecin   | 25 czerwca     |
| 53,78 m | Warszawa   | 2 lipca        |
| 57,25 m | Złocieniec | 30 lipca       |
| 59,10 m | Lublin     | 1 października |
| 55,70 m | Katowice   | 7 października |

### 1951

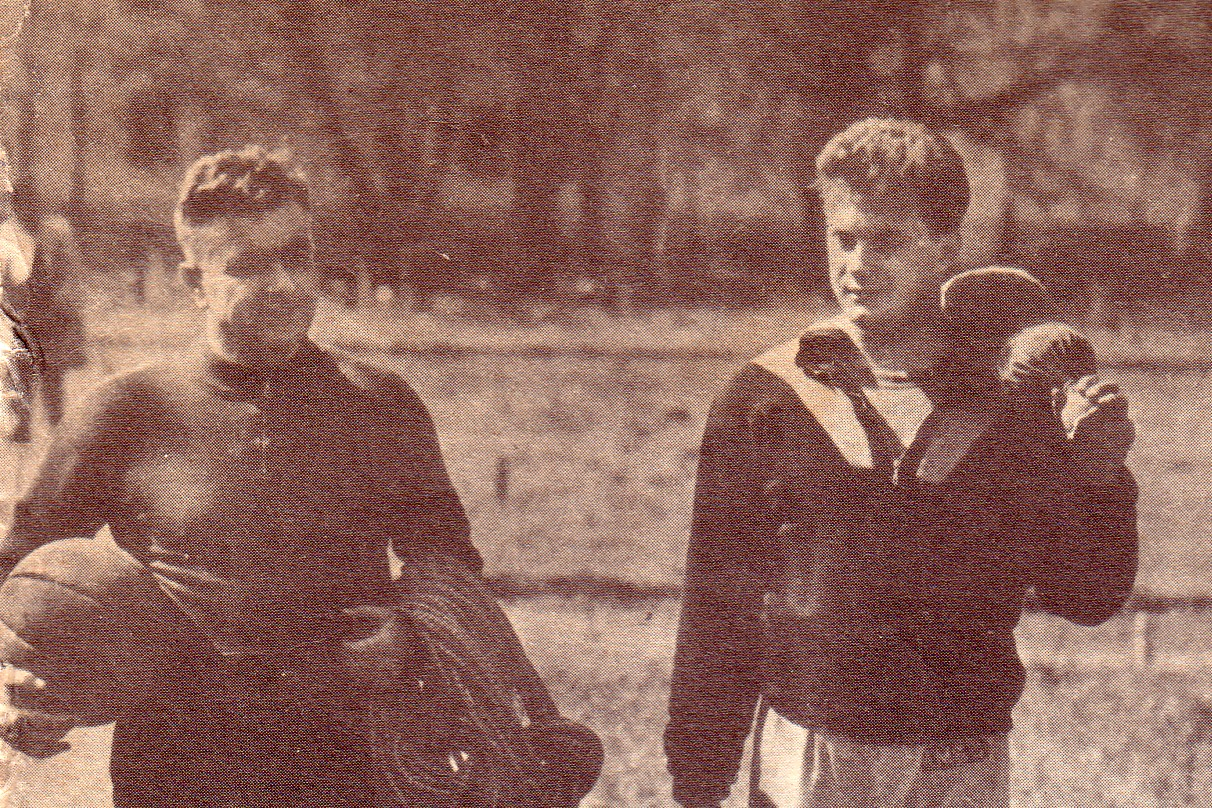
Janusz Sidło (z prawej) z trenerem Zygmuntem Szelestem

W 1951 Janusz Sidło pierwszy raz wystąpił w mistrzostwach Polski. Podczas zawodów rozegranych 12 września w Warszawie osiągnął wynik 63,01. Wygrał i zdobył pierwszy ze swoich 14 tytułów najlepszego oszczepnika w kraju. Trzy dni później został mistrzem kraju w rzucie granatem. Kilka miesięcy później, w grudniu trenerem Sidły został ojciec polskiej szkoły oszczepu – Zygmunt Szelest. To właśnie on zaprowadzi Sidłę do największych sukcesów. Swój najlepszy wynik w sezonie Sidło osiągnął na mityngu w Bukareszcie. 24 września rzucił tam 67,88.
Progresja wyników w sezonie
| Wynik   | Miejsce   | Data           |
| ------- | --------- | -------------- |
| 62,59 m | Gdańsk    | 22 kwietnia    |
| 63,50 m | Kraków    | 20 maja        |
| 64,28 m | Moskwa    | 15 lipca       |
| 65,45 m | Warszawa  | 29 lipca       |
| 66,38 m | Berlin    | 9 sierpnia     |
| 62,98 m | Berlin    | 18 sierpnia    |
| 57,31 m | Warszawa  | 10 września    |
| 63,01 m | Warszawa  | 12 września    |
| 67,88 m | Bukareszt | 24 września    |
| 64,93 m | Warszawa  | 7 października |

### 1952
Sezon 1952 był bardzo ważny dla Sidły. Po 3 latach rzucania oszczepem udało mu się zdobyć minimum olimpijskie i wraz ze Zbigniewem Radziwonowiczem pojechał reprezentować Polskę na igrzyska olimpijskie w Helsinkach. Pierwszy występ na imprezie tej rangi nie był dla Sidły udany. W eliminacjach rzucił 62,16 i nie awansował do finału. Kilka tygodni później, 16 sierpnia, został drugi raz w karierze mistrzem Polski. Dzień później zdobył złoto mistrzostw kraju w rzucie granatem (konkurencja ta pojawiła się wtedy w programie polskiego czempionatu po raz drugi i zarazem ostatni). We wrześniu w Warszawie wziął udział w meczu międzypaństwowym Polska – NRD. Swój najlepszy rzut w sezonie oddał już w pierwszym starcie – 6 kwietnia w Warszawie osiągnął 68,42.
Progresja wyników w sezonie
| Wynik   | Miejsce       | Data           |
| ------- | ------------- | -------------- |
| 68,42 m | Warszawa      | 6 kwietnia     |
| 60,56 m | Warszawa      | 21 czerwca     |
| 66,46 m | Kraków        | 28 czerwca     |
| 62,16 m | Helsinki (IO) | 23 lipca       |
| 64,75 m | Wrocław       | 16 sierpnia    |
| 64,38 m | Wrocław       | 18 sierpnia    |
| 64,48 m | Warszawa      | 5 września     |
| 67,42 m | Katowice      | 4 października |

### 1953
W 1953 o Januszu Sidle usłyszała cała Europa. Początek sezonu pokazywał ciągły wzrost poziomu sportowego zawodnika. Oszczepnik oddawał rzuty regularnie w okolice 70 metra, jednak magiczną granicę „siedemdziesiątki” przekroczył dopiero 21 września – na zawodach w Warszawie pokonał wówczas znakomitych fińskich oszczepników. Był to pierwszy tak odległy rzut w historii powojennego oszczepu w Polsce (a jednocześnie trzeci wynik w historii tej dyscypliny w kraju). Kulminacyjnym punktem sezonu okazał się jednak mecz międzypaństwowy NRD – Polska, który odbył się 2 października na stadionie w Jenie. Sidło w drugiej kolejce osiągnął wynik: 77,32. Był to nowy rekord Polski. W związku z doskonałym wynikiem Sidło postanowił zrezygnować z kolejnych prób. Jednak za namową ekipy filmowej stanął ponownie na rozbiegu i posłał oszczep na odległość 80,15. Tym samym ustanowił nowy rekord Europy i jako drugi człowiek na świecie (a pierwszy Europejczyk) przekroczył nieosiągalną wówczas barierę 80 metrów. Do rekordu świata Franklina Helda zabrakło mu tylko 26 centymetrów. Warto dodać, że Sidło rzucał w Jenie starym oszczepem produkcji fińskiej, a Held rekord pobił aerodynamicznym oszczepem własnej produkcji. Rekord Sidły był pierwszym po II wojnie światowej lekkoatletycznym rekordem Europy ustanowionym przez Polaka. Od 1953 do końca sierpnia 1956 Sidło dominował w światowym oszczepie nie przegrywając żadnego pojedynku z zagranicznym rywalem. Ówczesna prasa okrzyknęła wówczas Sidłę „ambasadorem Polski”, a miłośnicy lekkoatletyki entuzjastycznie witali polskiego zawodnika na całym świecie.
Progresja wyników w sezonie
| Wynik        | Miejsce   | Data            |
| ------------ | --------- | --------------- |
| 61,50 m      | Warszawa  | 10 maja         |
| 63,31 m      | Warszawa  | 17 maja         |
| 69,84 m      | Warszawa  | 20 czerwca      |
| 66,66 m      | Warszawa  | 18 lipca        |
| 69,76 m      | Gdańsk    | 25 lipca        |
| 68,93 m      | Bukareszt | 7 sierpnia      |
| 67,88 m      | Warszawa  | 30 sierpnia     |
| 65,35 m      | Warszawa  | 5 września      |
| 69,80 m      | Warszawa  | 5 września      |
| 71,40 m      | Warszawa  | 21 września     |
| 80,15 m (RE) | Jena      | 2 października  |
| 76,00 m      | Warszawa  | 10 października |

### 1954
Kulminacyjnym punktem sezonu były mistrzostwa Europy w szwajcarskim Bernie. Sidło w 1954 osiągał bardzo dobre wyniki – rzucał głównie w granicach 75 metra. Najlepszy swój wynik w sezonie udało mu się osiągnąć w Warszawie – 20 czerwca uzyskał rezultat 79,03. Miesiąc później został mistrzem kraju i jako faworyt udał się do Szwajcarii, gdzie zdobył swój pierwszy medal na międzynarodowej imprezie – rzucił 76,35 i został mistrzem Europy. Wyniki Sidły sprawiły, że po raz pierwszy wygrał w Plebiscycie Przeglądu Sportowego na najlepszego sportowca Polski.
Progresja wyników w sezonie
| Wynik   | Miejsce   | Data            |
| ------- | --------- | --------------- |
| 67,00 m | Warszawa  | 26 marca        |
| 60,94 m | Warszawa  | 14 kwietnia     |
| 73,38 m | Warszawa  | 30 kwietnia     |
| 70,60 m | Warszawa  | 1 maja          |
| 75,02 m | Płock     | 16 maja         |
| 74,65 m | Budapeszt | 29 maja         |
| 74,53 m | Kraków    | 6 czerwca       |
| 79,03 m | Warszawa  | 20 czerwca      |
| 71,60 m | Seinäjoki | 25 czerwca      |
| 71,06 m | Spała     | 11 lipca        |
| 72,05 m | Warszawa  | 22 lipca        |
| 75,24 m | Budapeszt | 8 sierpnia      |
| 76,35 m | Berno     | 29 sierpnia     |
| 75,26 m | Kraków    | 11 września     |
| 76,05 m | Budapeszt | 25 września     |
| 74,72 m | Szczecin  | 2 października  |
| 73,57 m | Bielawa   | 10 października |
| 74,09 m | Łódź      | 24 października |
| 73,62 m | Chorzów   | 30 października |
| 70,29 m | Warszawa  | 7 listopada     |

### 1955
W sezonie przedolimpijskim zawodnik prezentował równą formę, osiągnął liczne zwycięstwa i zdobył tytuł najlepszego sportowca kraju w kolejnej edycji Plebiscytu Przeglądu Sportowego. Był to kolejny rok, w którym Sidło nie został pokonany przez żadnego rywala. W tym też roku zaczął startować w wielu zagranicznych mityngach, których był ozdobą. Najlepszy wyniki w roku 1955 osiągnął na zawodach w Pradze – 28 czerwca rzucił 80,07 i drugi raz w karierze przekroczył barierę osiemdziesięciu metrów.
Progresja wyników w sezonie
| Wynik   | Miejsce        | Data            |
| ------- | -------------- | --------------- |
| 71,30 m | Spała          | 8 maja          |
| 72,60 m | Spała          | 13 maja         |
| 74,98 m | Warszawa       | 21 maja         |
| 74,92 m | Helsinki       | 26 maja         |
| 79,30 m | Kouvola        | 30 maja         |
| 78,01 m | Warszawa       | 19 czerwca      |
| 75,28 m | Moskwa         | 26 czerwca      |
| 80,07 m | Praga          | 28 czerwca      |
| 76,54 m | Uście nad Łabą | 3 lipca         |
| 79,07 m | Oslo           | 15 lipca        |
| 76,23 m | Kopenhaga      | 20 lipca        |
| 77,93 m | Warszawa       | 6 sierpnia      |
| 75,08 m | Bielawa        | 15 sierpnia     |
| 77,78 m | Budapeszt      | 20 sierpnia     |
| 79,05 m | Berno          | 30 sierpnia     |
| 78,81 m | Budapeszt      | 10 września     |
| 76,73 m | Poznań         | 25 września     |
| 78,61 m | Paryż          | 2 października  |
| 76,47 m | Jena           | 16 października |
| 78,42 m | Łódź           | 23 października |
| 71,81 m | Szczecin       | 30 października |
| 74,98 m | Sofia          | 5 listopada     |
| 72,79 m | Sofia          | 13 listopada    |

### 1956
Sezon olimpijski Sidło rozpoczął od znakomitego startu we włoskim Mediolanie. 30 czerwca, rzucając 83,66 pobił, należący od 6 dni do Fina Soini Nikkinena, rekord świata. Sidło użył wówczas – pierwszy raz w swojej karierze – oszczepu skonstruowanego przez Franklina Helda, którym ów amerykański sportowiec kilka lat wcześniej ustanowił rekord świata i jako pierwszy w historii przekroczył barierę 80 metrów. Po tym sukcesie włoski dyskobol Adolfo Consolini wziął polskiego miotacza na barki i zrobił z nim rundę honorową wokół stadionu. Podczas meczu międzypaństwowego Polska – Norwegia, 30 sierpnia w Oslo przegrał po raz pierwszy, od 1953 roku, z zagranicznym oszczepnikiem. Na stadionie w norweskiej stolicy Sidło był drugi. Wygrał Egil Danielsen – późniejszy złoty medalista olimpijski. Mimo to na jesienne igrzyska olimpijskie do Melbourne pojechał w roli faworyta. Sidło prowadził w konkursie po rzucie, w trzeciej kolejce, na odległość 79,98 i był bliski olimpijskiego złota. Zdecydował się jednak pożyczyć oszczep (marki Sandvik produkcji szwedzkiej) Egilowi Danielsenowi, który słabo radził sobie w zawodach. Danielsen oszczepem Polaka osiągnął znakomity rezultat: 85,71, odbierając reprezentantowi Polski szanse na złoty medal olimpijski. Wyczyn ten uważany jest za jeden z najpiękniejszych gestów fair-play w historii olimpizmu.
Progresja wyników w sezonie
| Wynik        | Miejsce        | Data            |
| ------------ | -------------- | --------------- |
| 72,38 m      | Warszawa       | 20 maja         |
| 83,66 m (RŚ) | Mediolan       | 30 czerwca      |
| 78,09m       | Poznań         | 8 lipca         |
| 78,50 m      | Warszawa       | 15 lipca        |
| 77,35 m      | Chorzów        | 22 lipca        |
| 75,19 m      | Oslo           | 30 sierpnia     |
| 75,20 m      | Poznań         | 9 września      |
| 80,47 m      | Bukareszt      | 16 września     |
| 80,44 m      | Zagrzeb        | 23 września     |
| 76,11 m      | Kopenhaga      | 27 września     |
| 78,02 m      | Zabrze         | 2 października  |
| 78,63 m      | Split          | 21 października |
| 72,00 m      | Melbourne (IO) | 26 listopada    |
| 79,98 m      | Melbourne (IO) | 26 listopada    |

### 1957
W roku 1957 Sidło startował głównie za granicą. Ponownie zdobył tytuł mistrza kraju, zajął także drugie miejsce w Plebiscycie Przeglądu Sportowego. Po raz pierwszy od 1951 roku nie osiągnął najlepszego, spośród polskich oszczepników, wyniku w sezonie. 13 października lepszy rezultat osiągnął bowiem inny lekkoatleta – Jan Kopyto.
Progresja wyników w sezonie
| Wynik   | Miejsce      | Data            |
| ------- | ------------ | --------------- |
| 76,10 m | Warszawa     | 12 maja         |
| 78,02 m | Warszawa     | 18 maja         |
| 77,86m  | Sopot        | 26 maja         |
| 75,44 m | Warszawa     | 1 czerwca       |
| 82,98 m | Warszawa     | 9 czerwca       |
| 79,92 m | Kopenhaga    | 13 czerwca      |
| 71,32 m | Helsingborg  | 14 czerwca      |
| 80,28 m | Helsinki     | 17 czerwca      |
| 82,88 m | Hamar        | 22 czerwca      |
| 79,39 m | Oslo         | 24 czerwca      |
| 79,83 m | Kraków       | 29 czerwca      |
| 82,35 m | Budapeszt    | 7 lipca         |
| 79,49 m | Stuttgart    | 14 lipca        |
| 80,12 m | Moskwa       | 1 sierpnia      |
| 80,95 m | Helsinki     | 9 sierpnia      |
| 79,37 m | Lappeenranta | 11 sierpnia     |
| 77,03 m | Imatra       | 13 sierpnia     |
| 80,95 m | Oslo         | 26 sierpnia     |
| 76,42 m | Warszawa     | 6 września      |
| 77,11 m | Łódź         | 10 września     |
| 79,88 m | Poznań       | 15 września     |
| 76,02 m | Bruksela     | 18 września     |
| 82,84 m | Londyn       | 25 września     |
| 76,29 m | Glasgow      | 28 września     |
| 76,96 m | Chorzów      | 5 października  |
| 75,04 m | Krywałd      | 8 października  |
| 71,29 m | Bari         | 17 października |

### 1958
Główną imprezą sezonu 1958 były mistrzostwa Europy w Sztokholmie. Sidło był faworytem tej imprezy. Przed mistrzostwami, które odbywały się w drugiej połowie sierpnia potwierdzał swoją świetną dyspozycję wygrywając tak w Polsce, jak i na stadionach Europy. Pierwszej porażki w sezonie doznał w eliminacjach do konkursu podczas mistrzostw Europy. Z wynikiem 73,41 był drugi. W finale uzyskał jednak wynik 80,18 i po raz drugi w karierze zdobył złoty medal oraz tytuł najlepszego oszczepnika Europy.
Progresja wyników w sezonie
| Wynik   | Miejsce    | Data            |
| ------- | ---------- | --------------- |
| 72,83 m | Warszawa   | 3 maja          |
| 70,93 m | Spała      | 9 maja          |
| 78,17m  | Spała      | 10 maja         |
| 77,16 m | Mantes     | 15 maja         |
| 75,06 m | Paryż      | 17 maja         |
| 74,97 m | Warszawa   | 24 maja         |
| 81,22 m | Helsinki   | 11 czerwca      |
| 79,46 m | Warszawa   | 15 czerwca      |
| 80,38 m | Hanower    | 19 czerwca      |
| 79,45 m | Belgrad    | 22 czerwca      |
| 78,14 m | Bratysława | 29 czerwca      |
| 80,15 m | Moskwa     | 6 lipca         |
| 75,55 m | Helsinki   | 8 lipca         |
| 74,40 m | Łódź       | 13 lipca        |
| 77,16 m | Bydgoszcz  | 19 lipca        |
| 81,97 m | Warszawa   | 1 sierpnia      |
| 73,41 m | Sztokholm  | 23 sierpnia     |
| 80,18 m | Sztokholm  | 24 sierpnia     |
| 78,44 m | Warszawa   | 13 października |

### 1959

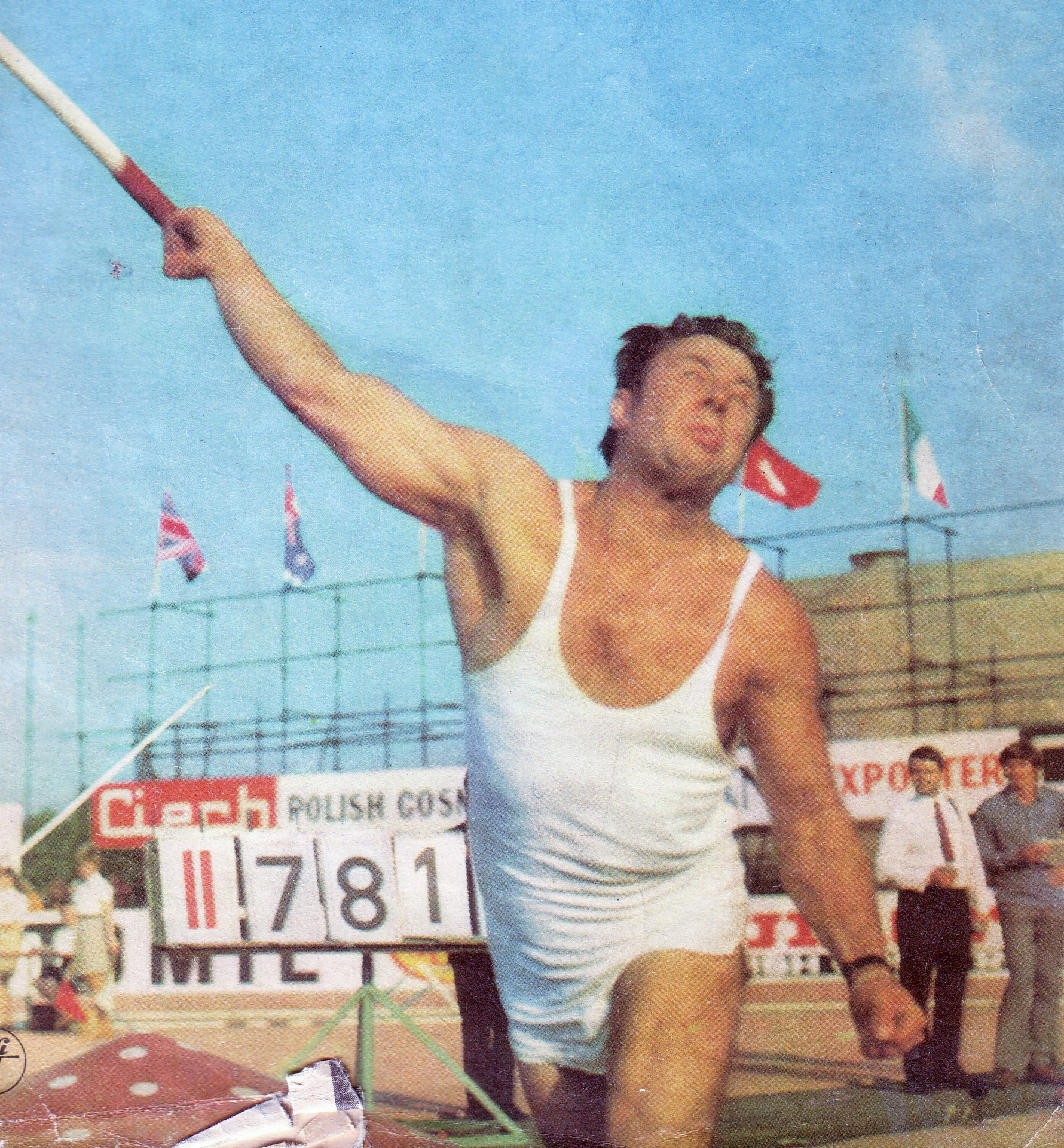
Janusz Sidło podczas zawodów

Rok 1959 pozbawiony był międzynarodowych imprez rangi mistrzowskiej. Sidło wystartował natomiast w 3 (z 4 rozegranych), meczach międzypaństwowych – 14 sierpnia w Londynie przeciwko Wielkiej Brytanii, 5 września w Berlinie przeciwko NRD oraz 20 września w Kolonii przeciwko NRF. 23 sierpnia w Gdańsku wywalczył kolejny złoty medal mistrzostw Polski.
Progresja wyników w sezonie
| Wynik   | Miejsce   | Data            |
| ------- | --------- | --------------- |
| 76,65 m | Tourcoing | 10 maja         |
| 78,85 m | Algier    | 16 maja         |
| 73,87 m | Warszawa  | 24 maja         |
| 77,73 m | Warszawa  | 14 czerwca      |
| 79,69 m | Warszawa  | 27 czerwca      |
| 74,14 m | Zabrze    | 4 lipca         |
| 84,00 m | Budapeszt | 11 lipca        |
| 79,47 m | Warszawa  | 26 lipca        |
| 76,53 m | Wiedeń    | 1 sierpnia      |
| 76,70 m | Gävle     | 10 sierpnia     |
| 81,50 m | Västerås  | 12 sierpnia     |
| 82,54 m | Londyn    | 14 sierpnia     |
| 80,81 m | Gdańsk    | 23 sierpnia     |
| 83,45 m | Oslo      | 25 sierpnia     |
| 80,19 m | Sarpsborg | 26 sierpnia     |
| 85,56 m | Berlin    | 5 września      |
| 81,78 m | Göteborg  | 8 września      |
| 80,46 m | Hagfors   | 14 września     |
| 78,79 m | Växjö     | 15 września     |
| 81,76 m | Kolonia   | 20 września     |
| 77,80 m | Poznań    | 26 września     |
| 77,98 m | Rzym      | 11 października |

### 1960
Kolejny olimpijski sezon początkowo nie przynosił sukcesów i zadowalających rezultatów. Szczyt formy przyszedł w pierwszym tygodniu września – wówczas w Rzymie odbywał się konkurs igrzysk olimpijskich. 7 września na Stadio Olimpico Sidło uzyskał znakomity wynik – 85,14 i tym samym wygrał eliminacje. Dzień później rezultat ten dałby mu olimpijskie złoto. Wynik ten był najlepszy, jaki osiągnęli oszczepnicy w sezonie 1960. Niestety następnego dnia – 8 września – podczas rozgrzewki oszczep jednego z zawodników o mało nie trafił Polaka w twarz. Roztrzęsiony tym wydarzeniem Sidło uzyskał w zawodach wynik 76,46 i zajął 8. miejsce nie awansując do wąskiego finału. Zwycięstwo odniósł wówczas reprezentant ZSRR – Wiktor Cybulenko. Oprócz nieudanego występu w Rzymie Sidło wziął udział w 2 meczach międzypaństwowych oraz zdobył tytuł mistrza Polski podczas zawodów w Olsztynie.
Progresja wyników w sezonie
| Wynik   | Miejsce   | Data           |
| ------- | --------- | -------------- |
| 74,70 m | Warszawa  | 28 maja        |
| 77,02 m | Warszawa  | 29 maja        |
| 76,00 m | Brema     | 8 czerwca      |
| 77,97 m | Warszawa  | 12 czerwca     |
| 77,37 m | Kolonia   | 15 czerwca     |
| 75,14 m | Hamburg   | 17 czerwca     |
| 75,80 m | Tuła      | 25 czerwca     |
| 69,79 m | Gdańsk    | 2 lipca        |
| 73,68 m | Gdańsk    | 2 lipca        |
| 75,86 m | Rostock   | 10 lipca       |
| 75,84 m | Helsinki  | 13 lipca       |
| 80,00 m | Hyvinkää  | 16 lipca       |
| 80,98 m | Helsinki  | 19 lipca       |
| 78,73 m | Olsztyn   | 6 sierpnia     |
| 80,65 m | Zabrze    | 15 sierpnia    |
| 81,57 m | Berno     | 21 sierpnia    |
| 85,14 m | Rzym (IO) | 7 września     |
| 76,46 m | Rzym (IO) | 8 września     |
| 80,95 m | Oslo      | 11 września    |
| 80,15 m | Dortmund  | 14 września    |
| 78,24 m | Kolonia   | 16 września    |
| 81,18 m | Warszawa  | 17 września    |
| 80,44 m | Warszawa  | 2 października |
| 76,59 m | Bydgoszcz | 8 października |

### 1961
Po nie do końca udanym sezonie olimpijskim w roku 1961 jedyną imprezą międzynarodową rangi mistrzowskiej była uniwersjada, która odbyła się w bułgarskiej Sofii. Janusz Sidło uzyskał tam rezultat 77,48 i przegrał z Węgrem Gergelym Kulcsárem zajmując drugie miejsce. Oprócz tego wystartował w czterech meczach międzypaństwowych oraz zwyciężył w mistrzostwach Polski w Nowej Hucie. W ciągu całego sezonu Sidło tylko dwa razy posłał oszczep poza granicę 80 metra – 22 czerwca i 15 października. Najlepszy rezultat sezonu – 82,12 – uzyskał właśnie w październikowym mityngu w Rzymie na zakończenie sezonu.
Progresja wyników w sezonie
| Wynik   | Miejsce    | Data            |
| ------- | ---------- | --------------- |
| 70,65 m | Hanower    | 30 kwietnia     |
| 75,72 m | Bydgoszcz  | 7 maja          |
| 76,17 m | Nantes     | 11 maja         |
| 74,78 m | Warszawa   | 13 maja         |
| 79,90 m | Łódź       | 14 maja         |
| 76,89 m | Warszawa   | 21 maja         |
| 75,43 m | Warszawa   | 10 czerwca      |
| 79,14 m | Warszawa   | 18 czerwca      |
| 80,39 m | Kemi       | 22 czerwca      |
| 72,00 m | Karelja    | 25 czerwca      |
| 76,73 m | Sohija     | 26 czerwca      |
| 77,94 m | Poznań     | 2 lipca         |
| 78,50 m | Solingen   | 6 lipca         |
| 78,10 m | Rostock    | 9 lipca         |
| 77,21 m | Kolonia    | 12 lipca        |
| 76,28 m | Szczecin   | 15 lipca        |
| 78,02 m | Łódź       | 21 lipca        |
| 79,21 m | Warszawa   | 29 lipca        |
| 77,66 m | Łódź       | 13 sierpnia     |
| 70,02 m | Nowa Huta  | 24 sierpnia     |
| 78,16 m | Nowa Huta  | 24 sierpnia     |
| 79,53 m | Bratysława | 27 sierpnia     |
| 77,57 m | Warszawa   | 6 września      |
| 77,48 m | Sofia      | 9 września      |
| 79,84 m | Bergamo    | 17 września     |
| 74,83 m | Szczecin   | 30 września     |
| 76,77 m | Palermo    | 8 października  |
| 82,12 m | Rzym       | 15 października |

### 1962
Główną imprezą sezonu były wrześniowe mistrzostwa Europy. Sidło miał tam bronić złotego medalu wywalczonego cztery lata wcześniej. Niestety start w Belgradzie nie był udany, podobnie jak cały sezon. Głównym sukcesem było więc wicemistrzostwo Polski oraz cztery zwycięstwa w meczach międzypaństwowych, także w prestiżowym spotkaniu z reprezentacją Stanów Zjednoczonych w Chicago.
Progresja wyników w sezonie
| Wynik   | Miejsce             | Data            |
| ------- | ------------------- | --------------- |
| 75,05 m | Bydgoszcz           | 16 maja         |
| 77,97 m | Warszawa            | 17 czerwca      |
| 75,23 m | Chicago             | 1 lipca         |
| 77,55 m | Warszawa            | 20 lipca        |
| 72,59 m | Helsinki            | 30 lipca        |
| 78,03 m | Londyn              | 4 sierpnia      |
| 78,80 m | Warszawa            | 18 sierpnia     |
| 76,33 m | Warszawa            | 3 września      |
| 74,77 m | Belgrad             | 14 września     |
| 75,01 m | Belgrad             | 15 września     |
| 77,70 m | Lublin              | 22 września     |
| 77,35 m | Mielec              | 30 września     |
| 76,46 m | Sopot               | 6 października  |
| 80,98 m | Frankfurt nad Menem | 14 października |
| 80,49 m | Lublin              | 23 października |
| 80,70 m | Siedlce             | 28 października |

### 1963
Rok 1963 był kolejnym sezonem pozbawionym międzynarodowych imprez rangi mistrzowskiej. Sidło zdobył następny złoty medal mistrzostw Polski, wystąpił w kilku zagranicznych mityngach oraz w pięciu meczach międzypaństwowych. Oszczepnik zajął także 7. miejsce w kolejnej edycji plebiscytu Przeglądu Sportowego.
Progresja wyników w sezonie
| Wynik   | Miejsce     | Data           |
| ------- | ----------- | -------------- |
| 78,71 m | Działdowo   | 1 maja         |
| 79,35 m | Warszawa    | 11 maja        |
| 79,64 m | Elbląg      | 12 maja        |
| 78,20 m | Warszawa    | 19 maja        |
| 78,63 m | Warszawa    | 19 maja        |
| 81,68 m | Trento      | 27 maja        |
| 80,95 m | Warszawa    | 2 czerwca      |
| 79,71 m | Warszawa    | 2 czerwca      |
| 80,93 m | Bydgoszcz   | 16 czerwca     |
| 79,75 m | Kraków      | 22 czerwca     |
| 73,04 m | Wałbrzych   | 28 czerwca     |
| 77,71 m | Wałbrzych   | 28 czerwca     |
| 78,34 m | Kolonia     | 16 lipca       |
| 78,81 m | Hamburg     | 18 lipca       |
| 77,20 m | Bremerhaven | 20 lipca       |
| 79,85 m | Warszawa    | 27 lipca       |
| 82,27 m | Leverkusen  | 17 sierpnia    |
| 74,10 m | Bydgoszcz   | 23 sierpnia    |
| 80,30 m | Bydgoszcz   | 23 sierpnia    |
| 80,82 m | Helsinki    | 8 września     |
| 81,10 m | Moskwa      | 14 września    |
| 80,96 m | Kielce      | 22 września    |
| 81,72 m | Warszawa    | 6 października |

### 1964
Główną imprezą roku 1964 były zaplanowane na październik igrzyska olimpijskie w Tokio. Po uzyskaniu 27 września w Rzymie wyniku 85,09 był jednym z faworytów japońskich igrzysk. W czasie konkursu olimpijskiego padał deszcz, więc rozbieg pokryły kałuże. W porannej i deszczowej rundzie eliminacyjnej tylko jeden zawodnik – Szwajcar Urs von Wartburg – uzyskał minimum, które wynosiło 77 metrów (rzucił 79,92). Sidło uzyskał wynik 76,93 i zajął ostatecznie drugie miejsce w eliminacjach. Po rundzie kwalifikacyjnej Polak udał się do wioski olimpijskiej, do konkursu pozostało ledwie półtorej godziny. Na stadion udało mu się wrócić 10 minut przed rozpoczęciem finału. Tuż po godzinie 14 polski oszczepnik oddał swój pierwszy finałowy rzut. Osiągnął wynik 80,17 i objął prowadzenie. W drugiej kolejce Polak spalił próbę, a lepszy rzut udał się reprezentantowi ZSRR – Jānisowi Lūsisowi. Lūsis rzucił na odległość 80,57 i zepchnął Sidłę na drugie miejsce. Polski zawodnik spalił swoje próby w 2, 3 i 4 kolejce, co było efektem bólu mięśni nóg (wynik zbyt krótkiej rozgrzewki). Czwarta kolejka przyniosła jednak poprawę pogody – przestało padać. Właśnie wtedy zawodnika radzieckiego oraz polskiego oszczepnika wyprzedziło dwóch innych sportowców: Pauli Nevala z Finlandii oraz Węgier Gergely Kulcsár. W piątej kolejce Sidło nie zbliżył się do swojego najlepszego wyniku. Przebywający na trybunach trener Zygmunt Szelest przed ostatnim rzutem przekazywał naszemu reprezentantowi znaki i dyspozycje. Sidło wykonał rzut prawidłowy, jednak zbyt krótki, by uzyskać medal – 78,17. Ostatecznie zajął 4. miejsce podczas olimpijskiego konkursu w Tokio.
Progresja wyników w sezonie
| Wynik   | Miejsce    | Data            |
| ------- | ---------- | --------------- |
| 73,60 m | Działdowo  | 1 maja          |
| 74,65 m | Warszawa   | 9 maja          |
| 78,20 m | Warszawa   | 31 maja         |
| 80,04 m | Budapeszt  | 7 czerwca       |
| 76,50 m | Warszawa   | 13 czerwca      |
| 79,43 m | Jyväskylä  | 20 czerwca      |
| 76,90 m | Rauma      | 21 czerwca      |
| 83,01 m | Tampere    | 23 czerwca      |
| 81,37 m | Warszawa   | 27 czerwca      |
| 80,27 m | Moskwa     | 5 lipca         |
| 85,03 m | Moskwa     | 5 lipca         |
| 76,21 m | Warszawa   | 19 lipca        |
| 82,14 m | Warszawa   | 19 lipca        |
| 83,29 m | Oslo       | 22 lipca        |
| 80,60 m | Siena      | 25 lipca        |
| 83,76 m | Londyn     | 3 sierpnia      |
| 75,43 m | Kalisz     | 8 sierpnia      |
| 81,68 m | Kalisz     | 8 sierpnia      |
| 80,24 m | Oslo       | 10 sierpnia     |
| 78,62 m | Radom      | 6 września      |
| 80,59 m | Katowice   | 13 września     |
| 78,79 m | Warszawa   | 21 września     |
| 85,09 m | Rzym       | 27 września     |
| 76,93 m | Tokio (IO) | 14 października |
| 80,17 m | Tokio (IO) | 14 października |
| 82,84 m | Kyoto      | 27 października |
| 78,89 m | Nara       | 29 października |
| 78,39 m | Odawara    | 31 października |

### 1965
W 1965 roku Sidło zdobył kolejny, tym razem srebrny medal mistrzostw Polski. Poza występem w meczu przeciwko Wielkiej Brytanii w Londynie, gdzie zajął 2. miejsce z wynikiem 73,12, Polak bronił barw narodowych w pierwszej edycji pucharu Europy oraz wystąpił w kilku mityngach w zachodniej Europie. Najlepszy rezultat sezonu – 85,50 – uzyskał w Zurychu 29 czerwca.
Progresja wyników w sezonie
| Wynik   | Miejsce   | Data           |
| ------- | --------- | -------------- |
| 79,29 m | Warszawa  | 2 maja         |
| 79,46 m | Warszawa  | 8 maja         |
| 81,01 m | Kielce    | 9 maja         |
| 80,00 m | Madryt    | 14 maja        |
| 82,40 m | Barcelona | 16 maja        |
| 83,80 m | Warszawa  | 22 maja        |
| 81,71 m | Warszawa  | 5 czerwca      |
| 83,65 m | Ryga      | 9 czerwca      |
| 82,61 m | Warszawa  | 20 czerwca     |
| 79,10 m | Łódź      | 22 czerwca     |
| 70,05 m | Gdańsk    | 26 czerwca     |
| 81,53 m | Gdańsk    | 27 czerwca     |
| 85,50 m | Zurych    | 29 czerwca     |
| 83,66 m | Oslo      | 7 lipca        |
| 83,80 m | Hyvinkää  | 8 lipca        |
| 84,84 m | Varkaus   | 10 lipca       |
| 82,02 m | Oslo      | 14 lipca       |
| 83,60 m | Mikkeli   | 18 lipca       |
| 82,88 m | Kouvola   | 19 lipca       |
| 80,44 m | Matsala   | 21 lipca       |
| 77,47 m | Siena     | 24 lipca       |
| 75,57 m | Grosseto  | 27 lipca       |
| 73,13 m | Londyn    | 31 lipca       |
| 72,20 m | Szczecin  | 15 sierpnia    |
| 77,72 m | Szczecin  | 15 sierpnia    |
| 79,46 m | Rzym      | 22 sierpnia    |
| 77,02 m | Rzym      | 28 sierpnia    |
| 68,04 m | Rieti     | 29 sierpnia    |
| 80,30 m | Rzym      | 4 września     |
| 81,18 m | Stuttgart | 12 września    |
| 80,86 m | Drezno    | 25 września    |
| 76,11 m | Białystok | 2 października |

### 1966
Rok 1966 to kolejny złoty medal mistrzostw Polski, trzy występy w meczach międzypaństwowych oraz (po obiecujących startach poprzedzających imprezę) nieudany występ w mistrzostwach Europy. Podczas piątkowych eliminacji 1 września Polak z wynikiem 80,16 zajął trzecie miejsce. Finał odbył się dzień później. W pierwszej kolejce Sidło uzyskał swój najlepszy wynik – 78,86. Po pierwszej serii rzutów Polak był piąty, a ostatecznie (nie poprawiając już swojego najlepszego rezultatu) zajął siódme miejsce.
Progresja wyników w sezonie
| Wynik   | Miejsce      | Data            |
| ------- | ------------ | --------------- |
| 77,15 m | Warszawa     | 23 kwietnia     |
| 77,36 m | Warszawa     | 1 maja          |
| 79,66 m | Warszawa     | 7 maja          |
| 75,80 m | Kielce       | 8 maja          |
| 78,71 m | Warszawa     | 14 maja         |
| 80,94 m | Warszawa     | 15 maja         |
| 81,22 m | Warszawa     | 9 czerwca       |
| 82,96 m | Warszawa     | 18 czerwca      |
| 79,66 m | Warszawa     | 26 czerwca      |
| 77,10 m | Zielona Góra | 2 lipca         |
| 80,12 m | Zielona Góra | 2 lipca         |
| 82,76 m | Katowice     | 17 lipca        |
| 84,86 m | Mińsk        | 25 lipca        |
| 72,38 m | Poznań       | 5 sierpnia      |
| 83,12 m | Poznań       | 6 sierpnia      |
| 80,94 m | Warszawa     | 13 sierpnia     |
| 81,10 m | Londyn       | 29 sierpnia     |
| 80,16 m | Budapeszt    | 1 września      |
| 78,66 m | Budapeszt    | 2 września      |
| 78,80 m | Warszawa     | 10 września     |
| 81,46 m | Warszawa     | 17 września     |
| 76,40 m | Radom        | 21 września     |
| 80,42 m | Mielec       | 25 września     |
| 83,70 m | Magdeburg    | 1 października  |
| 80,88 m | Kraków       | 8 października  |
| 80,11 m | Stargard     | 16 października |
| 79,20 m | Brwinów      | 23 października |

### 1967
W sezonie 1967 Sidło zdobył swój pierwszy i jedyny brązowy medal mistrzostw kraju. Oprócz serii występów zagranicznych wystartował także w dwóch meczach międzypaństwowych oraz reprezentował Polskę w zawodach półfinałowych pucharu Europy. Swój najlepszy rezultat w sezonie uzyskał na mityngu w Grosseto 12 czerwca – rzucił wówczas 82,96.
Progresja wyników w sezonie
| Wynik   | Miejsce   | Data            |
| ------- | --------- | --------------- |
| 79,66 m | Warszawa  | 16 kwietnia     |
| 79,02 m | Warszawa  | 23 kwietnia     |
| 80,96 m | Warszawa  | 1 maja          |
| 80,50 m | Puławy    | 7 maja          |
| 78,59 m | Kielce    | 14 maja         |
| 80,70 m | Warszawa  | 20 maja         |
| 77,74 m | Warszawa  | 27 maja         |
| 81,66 m | Warszawa  | 2 czerwca       |
| 79,68 m | Siena     | 10 czerwca      |
| 82,96 m | Grosseto  | 12 czerwca      |
| 82,74 m | Poznań    | 25 czerwca      |
| 80,24 m | Lublin    | 27 czerwca      |
| 80,54 m | Chorzów   | 1 lipca         |
| 79,38 m | Oslo      | 11 lipca        |
| 81,40 m | Oslo      | 12 lipca        |
| 78,72 m | Ostrawa   | 23 lipca        |
| 78,72 m | Białystok | 29 lipca        |
| 78,95 m | Szczecin  | 2 sierpnia      |
| 75,34 m | Chorzów   | 20 sierpnia     |
| 77,76 m | Chorzów   | 20 sierpnia     |
| 78,98 m | Gdańsk    | 26 sierpnia     |
| 77,46 m | Katowice  | 2 września      |
| 82,46 m | Poznań    | 14 września     |
| 77,90 m | Mielec    | 24 września     |
| 80,70 m | Białystok | 1 października  |
| 81,02 m | Stargard  | 8 października  |
| 82,62 m | Warszawa  | 15 października |
| 81,78 m | Hawana    | 29 października |

### 1968
W roku 1968 mistrzostwa Polski odbyły się w Zielonej Górze, Sidło jednak nie wystąpił w tych zawodach. W okresie letnim startował głównie za granicą. 27 lipca w Sienie uzyskał swój najlepszy wynik w sezonie – 84,40. Główną imprezą były październikowe igrzyska olimpijskie w Meksyku. Oprócz Sidły w zawodach tych brał udział inny Polak – Władysław Nikiciuk. Po pierwszej kolejce rzutów Janusz Sidło zajmował piąte miejsce z wynikiem 80,00. Ostatecznie z wynikiem 80,58 Sidło zajął miejsce 7., a Nikiciuk, uzyskując w drugiej kolejce rezultat 85,70, uplasował się na 4. pozycji.
Progresja wyników w sezonie
| Wynik   | Miejsce                | Data            |
| ------- | ---------------------- | --------------- |
| 82,56 m | Formia                 | 12 maja         |
| 83,90 m | Rzym                   | 18 maja         |
| 79,40 m | Warszawa               | 6 czerwca       |
| 83,86 m | Helsinki               | 6 czerwca       |
| 78,26 m | Warszawa               | 9 czerwca       |
| 80,14 m | Warszawa               | 15 czerwca      |
| 78,74 m | Tampere                | 19 czerwca      |
| 78,00 m | Keuruu                 | 21 czerwca      |
| 81,50 m | Saarijärvi             | 23 czerwca      |
| 78,64 m | Helsinki               | 27 czerwca      |
| 76,84 m | Londyn                 | 14 lipca        |
| 84,40 m | Siena                  | 27 lipca        |
| 81,10 m | Grosseto               | 30 lipca        |
| 78,66 m | Sofia                  | 3 sierpnia      |
| 81,18 m | Chorzów                | 17 sierpnia     |
| 82,02 m | Londyn                 | 2 września      |
| 78,74 m | Łódź                   | 7 września      |
| 81,50 m | Font-Romeu-Odeillo-Via | 29 września     |
| 80,12 m | Meksyk (IO)            | 15 października |
| 80,58 m | Meksyk (IO)            | 16 października |

### 1969
W roku 1969 Sidło zdobył w Krakowie złoto mistrzostw Polski, zajął drugie miejsce w tabelach krajowych z wynikiem 84,28 (uzyskał go 1 lipca w Helsinkach) oraz wystąpił dwóch meczach międzypaństwowych. Jego największym sukcesem w sezonie 1969 był niespodziewany brązowy medal mistrzostw Europy. W Atenach zrezygnowano z przeprowadzenia rundy eliminacyjnej. W pierwszej kolejce Polak osiągnął wynik 82,90 – Sidło był wówczas drugi (za Jānisem Lūsisem). W drugiej kolejce rzutów Polaka wyprzedził jeszcze Fin Pauli Nevala i ostatecznie Janusz Sidło zdobył brązowy krążek w wieku 36 lat.
Progresja wyników w sezonie
| Wynik   | Miejsce   | Data        |
| ------- | --------- | ----------- |
| 78,72 m | Stargard  | 11 maja     |
| 80,44 m | Warszawa  | 15 maja     |
| 76,50 m | Łódź      | 24 maja     |
| 75,62 m | Kraków    | 7 czerwca   |
| 76,48 m | Zabrze    | 8 czerwca   |
| 79,36 m | Warszawa  | 20 czerwca  |
| 78,78 m | Lublin    | 21 czerwca  |
| 83,80 m | Helsinki  | 1 lipca     |
| 77,56 m | Sztokholm | 2 lipca     |
| 80,80 m | Paryż     | 6 lipca     |
| 80,42 m | Oslo      | 9 lipca     |
| 79,22 m | Chorzów   | 13 lipca    |
| 81,86 m | Kraków    | 17 lipca    |
| 77,50 m | Tarnów    | 26 lipca    |
| 80,68 m | Siena     | 10 sierpnia |
| 81,86 m | Kraków    | 17 sierpnia |
| 80,28 m | Warszawa  | 29 sierpnia |
| 82,90 m | Ateny     | 19 września |
| 79,60 m | Lublin    | 27 września |

### 1970
W roku 1970 Sidło zdobył swój ostatni medal mistrzostw kraju (srebrny). Polak wystąpił także w dwóch meczach międzypaństwowych oraz zajął trzecie miejsce w półfinale pucharu Europy. W wieku 37 lat ustanowił także 7 maja rekord Polski oraz poprawił swój, mający już 11 lat, rekord życiowy. Na stadionie w Mantes uzyskał wynik 86,22. Rezultat ten otwierał polskie tabele w sezonie.
Progresja wyników w sezonie
| Wynik   | Miejsce   | Data       |
| ------- | --------- | ---------- |
| 82,38 m | Warszawa  | 1 maja     |
| 86,22 m | Mantes    | 7 maja     |
| 80,14 m | Poznań    | 14 maja    |
| 76,02 m | Warszawa  | 30 maja    |
| 80,06 m | Warszawa  | 3 czerwca  |
| 82,88 m | Tampere   | 7 czerwca  |
| 83,08 m | Mänttä    | 13 czerwca |
| 78,30 m | Virrat    | 14 czerwca |
| 73,42 m | Kouvola   | 15 czerwca |
| 72,98 m | Tampere   | 16 czerwca |
| 77,74 m | Warszawa  | 20 czerwca |
| 78,30 m | Syrakuzy  | 4 lipca    |
| 80,42 m | Sztokholm | 25 lipca   |
| 79,30 m | Sztokholm | 29 lipca   |
| 78,18 m | Helsinki  | 2 sierpnia |
| 69,72 m | Warszawa  | 9 sierpnia |
| 80,42 m | Warszawa  | 9 sierpnia |
| 76,28 m | Warszawa  | 2 września |

### 1971
W 1971 Sidle nie udało się zdobyć medalu mistrzostw kraju. Oszczepnik, który chorował przez dwa tygodnie poprzedzające zawody, nie zakwalifikował się do finałowej „ósemki”.
Progresja wyników w sezonie
| Wynik   | Miejsce    | Data           |
| ------- | ---------- | -------------- |
| 75,60 m | Warszawa   | 15 maja        |
| 77,70 m | Warszawa   | 18 maja        |
| 77,56 m | Warszawa   | 23 maja        |
| 76,00 m | Poznań     | 29 maja        |
| 78,24 m | Budapeszt  | 11 czerwca     |
| 74,78 m | Warszawa   | 26 czerwca     |
| 69,48 m | Warszawa   | 26 czerwca     |
| 79,26 m | Warszawa   | 25 lipca       |
| 76,70 m | Warszawa   | 5 sierpnia     |
| 75,76 m | Piatigorsk | 17 sierpnia    |
| 77,66 m | Zabrze     | 5 września     |
| 77,14 m | Siena      | 19 września    |
| 74,10 m | Warszawa   | 25 września    |
| 73,96 m | Białystok  | 2 października |

### 1972
W 1972 Sidło wystartował tylko trzy razy, a swój najlepszy wynik osiągnął 28 czerwca rzucając w Warszawie podczas memoriału Kusocińskiego 73,54.
Progresja wyników w sezonie
| Wynik   | Miejsce  | Data        |
| ------- | -------- | ----------- |
| 73,54 m | Warszawa | 28 czerwca  |
| 73,34 m | Warszawa | 19 lipca    |
| 68,84 m | Kielce   | 30 września |

### 1973
Rok 1973 to ostatni sezon Sidły. W wieku 40 lat postanowił zakończyć swoją karierę sportową. 29 września udało mu się osiągnąć wynik 74,48 – był to wówczas 13. rezultat w Polsce w całym sezonie.
Progresja wyników w sezonie
| Wynik   | Miejsce   | Data            |
| ------- | --------- | --------------- |
| 71,82 m | Warszawa  | 9 czerwca       |
| 73,56 m | Warszawa  | 21 czerwca      |
| 73,60 m | Bydgoszcz | 1 lipca         |
| 74,48 m | Warszawa  | 29 września     |
| 73,49 m | Rzym      | 12 października |

## Występy w meczach międzypaństwowych
W ciągu 21 lat startów w reprezentacji Polski Janusz Sidło wystąpił w 64 meczach międzypaństwowych. Żaden inny polski lekkoatleta nie bronił barw narodowych w większej liczbie zawodów tego typu. Sidło był też wieloletnim kapitanem reprezentacji.
| Rok  | Przeciwnicy              | Pozycja | Wynik      |
| ---- | ------------------------ | ------- | ---------- |
| 1949 | Rumunia                  | 4       | 51,29      |
| 1950 | Czechosłowacja           | 4       | 53,78      |
| 1951 | ZSRR, Rumunia            | 1       | 64,28      |
| 1951 | NRD                      | 1       | 64,93      |
| 1952 | NRD                      | 1       | 64,48      |
| 1953 | NRD                      | 1       | 80,15 (RE) |
| 1954 | NRD, Belgia              | 1       | 75,26      |
| 1955 | Czechosłowacja           | 1       | 79,05      |
| 1955 | Węgry                    | 1       | 78,81      |
| 1955 | Norwegia                 | 1       | 76,23      |
| 1955 | Francja                  | 1       | 78,67      |
| 1955 | NRD, Belgia              | 1       | 76,47      |
| 1956 | Węgry                    | 1       | 78,09      |
| 1956 | Norwegia                 | 3       | 75,19      |
| 1956 | Francja                  | 3       | 75,20      |
| 1956 | Jugosławia               | 1       | 80,44      |
| 1957 | Czechosłowacja           | 1       | 79,83      |
| 1957 | Węgry                    | 1       | 82,35      |
| 1957 | RFN                      | 1       | 79,49      |
| 1957 | Norwegia                 | 1       | 80,95      |
| 1957 | Wielka Brytania          | 1       | 76,42      |
| 1958 | Czechosłowacja           | 1       | 78,14      |
| 1958 | Stany Zjednoczone        | 1       | 81,97      |
| 1958 | RFN                      | 1       | 78,44      |
| 1959 | RFSRR                    | 1       | 79,69      |
| 1959 | Wielka Brytania          | 1       | 82,54      |
| 1959 | NRD                      | 1       | 85,56      |
| 1959 | RFN                      | 1       | 81,76      |
| 1960 | RFSRR                    | 1       | 75,80      |
| 1960 | NRD, Węgry               | 5       | 75,86      |
| 1960 | RFN                      | 1       | 80,44      |
| 1961 | Czechosłowacja           | 1       | 76,28      |
| 1961 | Stany Zjednoczone        | 2       | 79,21      |
| 1961 | Wielka Brytania          | 1       | 77,57      |
| 1961 | Włochy                   | 2       | 76,36      |
| 1962 | Stany Zjednoczone        | 1       | 75,23      |
| 1962 | Wielka Brytania          | 1       | 78,03      |
| 1962 | RFSRR                    | 2       | 78,82      |
| 1962 | RFN                      | 1       | 80,98      |
| 1963 | Włochy                   | 1       | 79,75      |
| 1963 | Stany Zjednoczone        | 1       | 79,85      |
| 1963 | Finlandia                | 1       | 80,82      |
| 1963 | NRD, RFSRR               | 1       | 81,10      |
| 1963 | RFN                      | 1       | 81,72      |
| 1964 | RFN                      | 1       | 80,59      |
| 1965 | Wielka Brytania          | 2       | 73,12      |
| 1965 | Puchar Europy – półfinał | 1       | 79,46      |
| 1965 | Puchar Europy – finał    | 2       | 81,18      |
| 1966 | ZSRR                     | 2       | 84,86      |
| 1966 | RFN                      | 1       | 81,46      |
| 1966 | NRD                      | 2       | 83,70      |
| 1967 | Puchar Europy – półfinał | 3       | 80,54      |
| 1967 | Wielka Brytania          | 2       | 78,95      |
| 1968 | ZSRR, NRD                | 3       | 76,84      |
| 1968 | Włochy                   | 1       | 81,18      |
| 1968 | Wielka Brytania          | 2       | 82,02      |
| 1969 | Francja                  | 2       | 80,80      |
| 1969 | NRD, ZSRR                | 3       | 79,22      |
| 1970 | Włochy                   | 2       | 78,30      |
| 1970 | Szwecja                  | 2       | 80,42      |
| 1970 | Puchar Europy – półfinał | 3       | 78,18      |

## Podsumowanie osiągnięć międzynarodowych
| Rok  | Zawody                                      | Miejsce   | Lokata            | Wynik | Uwagi                    |
| ---- | ------------------------------------------- | --------- | ----------------- | ----- | ------------------------ |
| 1951 | Akademickie mistrzostwa świata              | Berlin    | 1. miejsce        | 66,38 |                          |
| 1952 | Igrzyska olimpijskie                        | Helsinki  | el. – 18. miejsce | 62,12 |                          |
| 1953 | Międzynarodowe igrzyska sportowej młodzieży | Bukareszt | 4. miejsce        | 68,93 |                          |
| 1954 | Mistrzostwa Europy                          | Berno     | 1. miejsce        | 76,35 |                          |
| 1954 | Akademickie mistrzostwa świata              | Budapeszt | 1. miejsce        | 75,24 |                          |
| 1955 | Międzynarodowe igrzyska sportowej młodzieży | Warszawa  | 1. miejsce        | 77,93 |                          |
| 1956 | Igrzyska olimpijskie                        | Melbourne | 2. miejsce        | 79,98 | rekord olimpijski        |
| 1957 | Międzynarodowe igrzyska sportowej młodzieży | Moskwa    | 1. miejsce        | 80,12 |                          |
| 1958 | Mistrzostwa Europy                          | Sztokholm | 1. miejsce        | 80,18 | rekord mistrzostw Europy |
| 1959 | Międzynarodowe igrzyska sportowej młodzieży | Wiedeń    | 1. miejsce        | 76,53 |                          |
| 1960 | Igrzyska olimpijskie                        | Rzym      | 8. miejsce        | 76,46 |                          |
| 1961 | Uniwersjada                                 | Sofia     | 2. miejsce        | 77,48 |                          |
| 1962 | Międzynarodowe igrzyska sportowej młodzieży | Helsinki  | 2. miejsce        | 72,59 |                          |
| 1962 | Mistrzostwa Europy                          | Belgrad   | 7. miejsce        | 75,01 |                          |
| 1964 | Igrzyska olimpijskie                        | Tokio     | 4. miejsce        | 80,17 |                          |
| 1966 | Mistrzostwa Europy                          | Budapeszt | 7. miejsce        | 78,86 |                          |
| 1968 | Igrzyska olimpijskie                        | Meksyk    | 7. miejsce        | 80,58 |                          |
| 1969 | Mistrzostwa Europy                          | Ateny     | 3. miejsce        | 82,90 |                          |

## 10 najlepszych startów
| Wynik   | Miejsce   | Data             |
| ------- | --------- | ---------------- |
| 86,22 m | Mantes    | 7 maja 1970      |
| 85,56 m | Berlin    | 5 września 1959  |
| 85,50 m | Zurych    | 29 czerwca 1965  |
| 85,14 m | Rzym      | 7 września 1960  |
| 85,09 m | Rzym      | 27 września 1964 |
| 85,03 m | Moskwa    | 5 lipca 1964     |
| 84,86 m | Mińsk     | 25 lipca 1965    |
| 84,84 m | Varkaus   | 10 lipca 1965    |
| 84,40 m | Siena     | 27 lipca 1968    |
| 84,00 m | Budapeszt | 11 lipca 1959    |

## Progresja wyników
Poniższa tabela prezentuje progresje wyników Janusza Sidły oraz porównanie do najlepszego wyniku w Polsce i na świecie w danym sezonie. 
| Rok  | Wynik | Lokata w Polsce | Najlepszy wynik w Polsce | Lokata na świecie | Najlepszy wynik na świecie |
| ---- | ----- | --------------- | ------------------------ | ----------------- | -------------------------- |
| 1949 | 53,09 | 9               | 60,90 W. Gerutto         |                   |                            |
| 1950 | 59,10 | 2               | 60,59 Cz. Kujawa         |                   |                            |
| 1951 | 67,98 | 1               |                          |                   |                            |
| 1952 | 68,42 | 1               |                          | 24                |                            |
| 1953 | 80,15 | 1               |                          | 2                 | 80,41 F. Held              |
| 1954 | 79,03 | 1               |                          | 3                 | 81,29 B. Miller            |
| 1955 | 80,07 | 1               |                          | 2                 | 81,75 F. Held              |
| 1956 | 83,66 | 1               |                          | 2                 | 85,71 E. Danielsen         |
| 1957 | 82,98 | 2               | 83,37 J. Kopyto          | 5                 |                            |
| 1958 | 81,97 | 1               |                          | 3                 |                            |
| 1959 | 85,56 | 1               |                          | 2                 | 86,04 A. Cantello          |
| 1960 | 85,14 | 1               |                          | 1                 |                            |
| 1961 | 82,12 | 1               |                          | 8                 | 86,74 C. Lievore           |
| 1962 | 80,98 | 2               | 81,27 M. Machowina       | 6                 | 86,04 J. Lūsis             |
| 1963 | 82,27 | 1               |                          | 5                 | 86,33 P. Nevala            |
| 1964 | 85,09 | 1               |                          | 2                 | 91,72 T. Pedersen          |
| 1965 | 85,50 | 1               |                          | 3                 | 88,14 J. Kinnunen          |
| 1966 | 84,66 | 1               |                          | 4                 | 86,58 J. Tushaus           |
| 1967 | 82,96 | 1               |                          | 11                | 90,98 J. Lūsis             |
| 1968 | 84,40 | 2               | 86,10 W. Nikiciuk        | 10                | 91,98 J. Lūsis             |
| 1969 | 83,80 | 2               | 85,08 W.Nikiciuk         | 6                 | 92,70 J. Kinnunen          |
| 1970 | 86,22 | 1               |                          | 8                 | 92,64 P. Nevala            |
| 1971 | 79,26 | 8               | 84,18 Z. Jałoszyński     | 56                | 90,68 J. Lūsis             |
| 1972 | 73,54 | 11              | 80,84 L. Krupiński       |                   | 93,80 J. Lūsis             |
| 1973 | 74,48 | 13              | 82,34 L. Krupiński       |                   | 94,08 K. Wolfermann        |

## Rankingi

### Ranking czasopisma Track & Field News
Janusz Sidło pięciokrotnie zajmował pierwsze miejsce w prestiżowym rankingu amerykańskiego pisma Track & Field News. W sumie sportowiec zgromadził w tym plebiscycie 139 punktów, co daje mu 2. lokatę w klasyfikacji wszech czasów w rzucie oszczepem (za Janem Železným). Wśród mężczyzn, przy zestawieniu zawodników wszystkich konkurencji, wynik ten plasuje go na 5. miejscu.
| Rok  | Lokata |
| ---- | ------ |
| 1953 | 5      |
| 1954 | 1      |
| 1955 | 2      |
| 1956 | 2      |
| 1957 | 1      |
| 1958 | 1      |
| 1959 | 1      |
| 1960 | 1      |
| 1961 | 3      |
| 1962 | 4      |
| 1963 | 2      |
| 1964 | 2      |
| 1965 | 4      |
| 1966 | 2      |
| 1967 | 6      |
| 1968 | 7      |
| 1969 | 5      |
| 1970 | 10     |

## Odznaczenia i nagrody

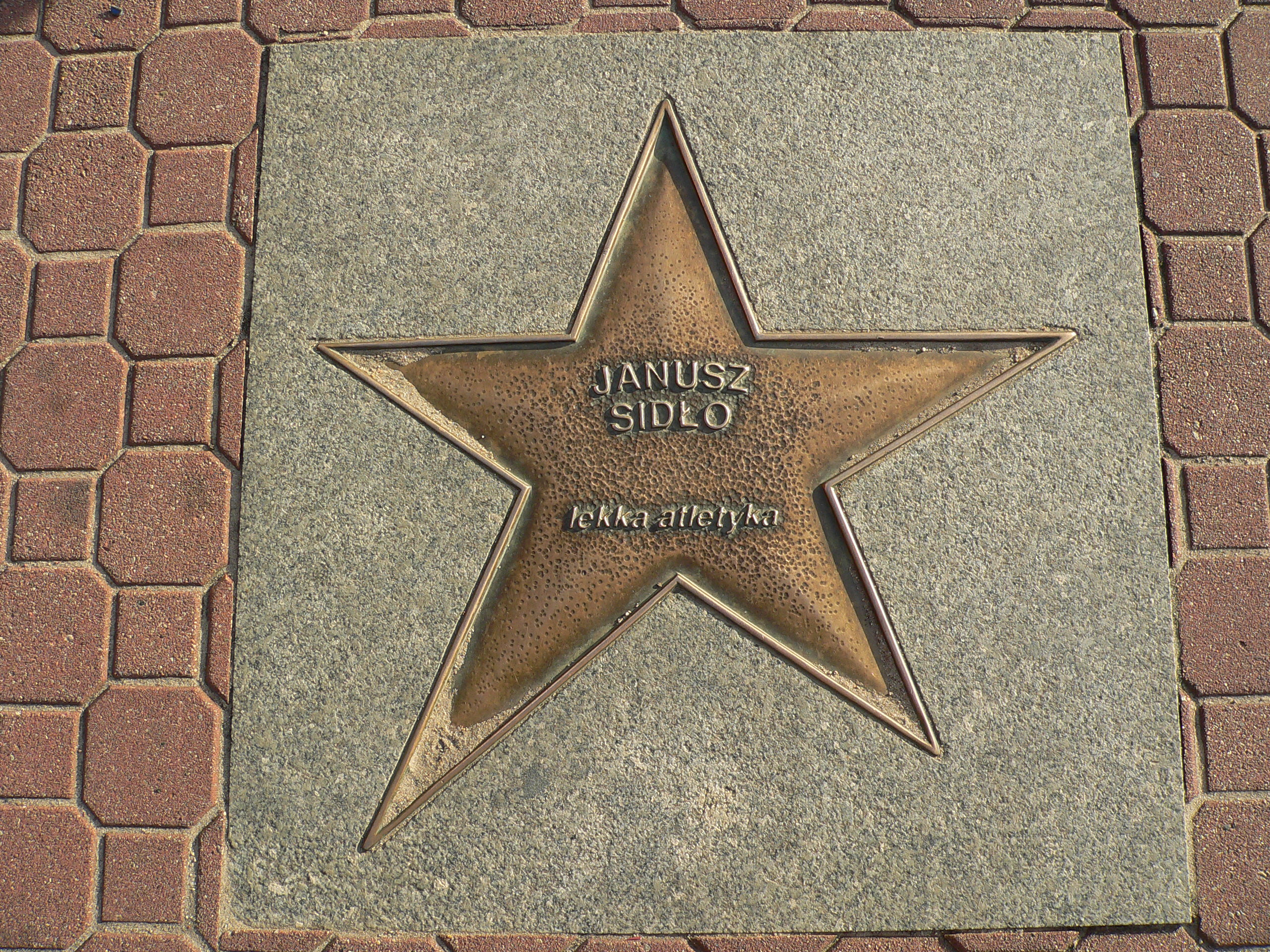
Gwiazda oszczepnika w Alei Gwiazd we Władysławowie

Janusz Sidło został wiele razy odznaczony za swe osiągnięcia. Odznaczony przez Radę Państwa Krzyżem Oficerskim Orderu Odrodzenia Polski i Krzyżem Kawalerskim Orderu Odrodzenia Polski. Przyznano mu także złoty Medal „Za Wybitne Osiągnięcia Sportowe” (dwukrotnie). Był laureatem Bislett Medal przyznawanego za najlepsze występy na Bislett Stadion. Od 1996 w Sopocie rozgrywany jest Memoriał Janusza Sidły. W 2004 żona Sidły – Ewa Chodorowska – odsłoniła podczas Festiwalu Sportu we Władysławowie gwiazdę lekkoatlety w Alei Gwiazd Sportu. Wydarzenie to tak opisuje żona oszczepnika:

Jestem w Cetniewie pierwszy raz. Gdy Janusz uprawiał sport, to żony nie bywały na zgrupowaniach, nie towarzyszyły mężom w treningach. Myślę, że mąż byłby bardzo szczęśliwy. Ta gwiazda to jakby złoty medal olimpijski, o którym marzył, a którego nie zdobył. Gwiazda szczęścia odwróciła się od niego nie tylko w legendarnym Melbourne, ale także w Rzymie. W eliminacjach rzucił ponad 80 metrów, ale w finale zabrakło już sił. A właśnie tytułem mistrzowskim chciał Janusz uczcić urodziny córki, której nadaliśmy imię Roma. Ta uroczystość jest równie ważna dla naszych wnuków. Dziadek był dla nich autorytetem. Są z niego dumni, wiedzą, że był oszczepnikiem i chwalą się tym. Bardzo przeżyły to, że podczas wycieczki w Polskim Klubie Olimpijczyka nie znalazły zdjęcia Sidły. W Cetniewie będą miały swoją gwiazdę.

### Plebiscyt Przeglądu Sportowego
Janusz Sidło dwukrotnie wygrywał organizowany przez Przegląd Sportowy plebiscyt na najlepszego polskiego sportowca.
| Edycja | Pozycja    |
| ------ | ---------- |
| 1951   | 4. miejsce |
| 1953   | 2. miejsce |
| 1954   | 1. miejsce |
| 1955   | 1. miejsce |
| 1956   | 2. miejsce |
| 1957   | 2. miejsce |
| 1958   | 3. miejsce |
| 1959   | 2. miejsce |
| 1963   | 7. miejsce |

## Po zakończeniu kariery

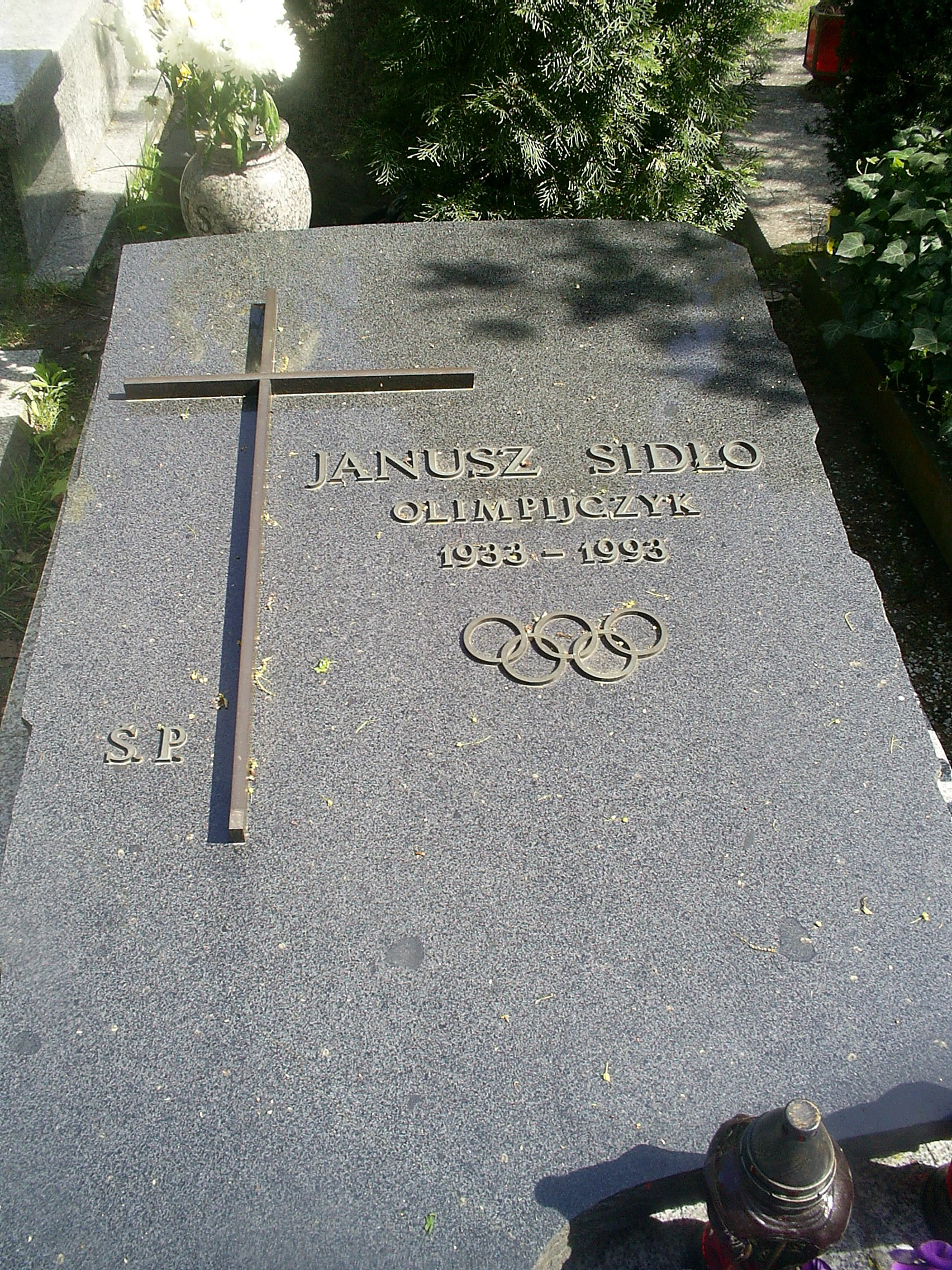
Grób Janusza Sidły

Karierę sportową Sidło zdecydował się przerwać w 1973 roku – miał 40 lat. Był działaczem sportowym – pracował w biurze Polskiego Związku Lekkiej Atletyki. Przez krótki okres był także trenerem kadry narodowej oszczepników. W VII Liceum Ogólnokształcącym im. Juliusza Słowackiego w Warszawie był doradcą ds. sportu. Był także pracownikiem naukowym Akademii Wychowania Fizycznego na Bielanach. Jako weteran wziął jeszcze udział w zawodach w Zduńskiej Woli w latach 1983 i 1984 uzyskując bardzo dobre wyniki (odpowiednio 53,68 i 56,68). Pochowany na Cmentarzu Wojskowym na Powązkach w Warszawie (kwatera AII-8-8). W bliskim sąsiedztwie jego grobu znajdują się mogiły Zygmunta Szelesta – jego wieloletniego wychowawcy, oraz Zbigniewa Radziwonowicza – głównego krajowego rywala w latach 50. XX wieku.

## Życie prywatne
Janusz Sidło był żonaty z Ewą Chodorowską, nauczycielką, absolwentką AWF w Warszawie. Ślub wzięli w latach 50. XX wieku. W 1960 przyszła na świat ich córka Roma. Imię córki zaczerpnięto od włoskiej nazwy Rzymu – miasta igrzysk roku 1960.

## Filmografia
- 1964; Barbara i Jan (odcinek 3) – jako on sam, lekkoatleta trenujący na stadionie AWF[32].
- 1971; Motodrama – jako on sam, uczestnik Balu Mistrzów Sportu[33].
- 2023; Kiedy umilknie wiatr – jako on sam, biograficzny film dokumentalny[34].